# وذمة لمفية مبكرة
الوذمة اللمفية المبكرة هي حالة تتميز بتورم الأنسجة الرخوة التي تتراكم فيها كمية زائدة من اللمف، وتتطور بشكل عام عند الإناث بين سن التاسعة والخامسة والعشرين. هذا هو الشكل الأكثر شيوعًا للوذمة اللمفية الأولية، وهو ما يمثل حوالي 80٪ من المرضى.